# Kolbbach
Der Kolbbach ist ein rund 0,5 Kilometer langer, rechter Nebenfluss des Boargrabenbaches in der Steiermark.

## Verlauf
Der Kolbbach entsteht im nördlichen Teil der Gemeinde Kainach bei Voitsberg, im Westen der Katastralgemeinde Gallmannsegg und nordwestlich der Ortschaft Gallmannsegg am südöstlichen Hang des Berges Gallmannsegg. Er fließt im Oberlauf relativ gerade und im Unterlauf in einem flachen Linksbogen insgesamt nach Nordosten. Nordwestlich von Gallmannsegg mündet er in den Boargrabenbach, der danach nach geradeaus weiter fließt. Auf seinen Lauf nimmt der Kolbbach keine anderen Wasserläufe auf.